# Skogdamm
Skogdamm är en sjö i Hässleholms kommun i Skåne och ingår i Helge ås huvudavrinningsområde. Sjöns area är 0,027 kvadratkilometer och den befinner sig 97 meter över havet.